# وينسلو أميس
وينسلو أميس (بالإنجليزية: Winslow Ames)‏ هو مؤرخ أمريكي، ولد في 3 يوليو 1907 في إقليم لوس لاغوس في تشيلي، وتوفي في 3 أكتوبر 1990 في رود آيلاند في الولايات المتحدة.